# Apostolska nunciatura v Nigeriji
Apostolska nunciatura v Nigeriji je diplomatsko prestavništvo (veleposlaništvo) Svetega sedeža v Nigeriji, ki ima sedež v Abuji.
Trenutni apostolski nuncij je Augustine Kasujja.

## Seznam apostolskih nuncijev
- Girolamo Prigione (2. oktober 1973–7. februar 1978)
- Carlo Curis (30. marec 1978–4. februar 1984)
- Paul Fouad Tabet (8. september 1984–14. december 1991)
- Carlo Maria Viganò (3. april 1992–4. april 1998)
- Osvaldo Padilla (22. avgust 1998–31. julij 2003)
- Renzo Fratini (27. januar 2004–20. avgust 2009)
- Augustine Kasujja (2. februar 2010–danes)